# Ajin : Semi-humain
Pour plus de détails, voir Fiche technique et Distribution.
Ajin : Semi-humain (亜人, Ajin) est un film d'action japonais réalisé par Katsuyuki Motohiro, sorti en 2017.
Il s'agit de l'adaptation du manga Ajin de Gamon Sakurai.

## Synopsis
Kei Nagai (Takeru Satoh) meurt dans un accident de la route et découvre qu'il est un « Ajin », un être vivant immortel. Les « Ajin » sont pourchassés par les humains qui veulent les rendre mortels. Kei essaie alors de cacher sa véritable nature aux hommes mais un groupe de « Ajin » lui demande de les rejoindre pour préparer une offensive contre les humains.

## Fiche technique
- Titre : Ajin : Semi-humain
- Titre original : 亜人 (Ajin?)
- Réalisateur : Katsuyuki Motohiro
- Scénario : Hiroshi Seko et Masahiro Yamaura (ja)
- Photographie : Akira Sakō (ja)
- Genre : film d'action
- Durée : 109 minutes[1]
- Date de sortie :
  - Japon : 30 septembre 2017[1]

## Distribution
- Takeru Satoh : Kei Nagai
- Gō Ayano : Sato
- Shirota Yu : Koji Tanaka
- Tetsuji Tamayama : Yu Tosaki
- Rina Kawaei : Izumi Shimomura
- Minami Hamabe : Eriko Nagai

## Accueil
Ajin : Semi-humain est premier du box-office japonais lors de son premier week-end.